# Lernblockade
Unter einer Lernblockade versteht man die Unfähigkeit, ein bestimmtes Potenzial auf mentaler und physischer Ebene zu einem bestimmten Zeitpunkt abzurufen. Auch wenn man sich gut vorbereitet hat, kann man auf das Gelernte nicht mehr zugreifen.

## Symptome
Lernblockaden können von Mensch zu Mensch ganz unterschiedlich sein.
In manchen Fällen zeigen sich Lernblockaden als Lese-, Schreib- oder Rechenstörung: Man liest, ohne den Sinn des Gelesenen zu erfassen, oder man erfindet Wörter beim Lesen.
In anderen Fällen erkennt man eine Lernblockade an Konzentrationsstörungen, Ausreden, Wutausbrüchen, Lust- und Antriebslosigkeit oder Unwohlsein.
Diese Symptome müssen aber nicht zwingend auf eine Lernblockade hinweisen. Sie können auch Folgen von Schul- und Prüfungsangst oder Mobbing sein.

## Ursache

### Psychologische Sicht
Häufige Ursachen für Lernblockaden sind Selbstzweifel, Stress und Druck, Bewegungsmangel, sowie Konkurrenzdenken. Aber auch Versagensängste, überhöhter Ehrgeiz, ein eingeschränktes Vorstellungsvermögen oder ein falsches Lernverhalten können Lernblockaden hervorrufen.

### Neurowissenschaftliche Sicht
Aus neurowissenschaftlicher Sicht kann man zwischen vier Ursachen für Lernblockaden unterscheiden.
- Fehlende Anschlussfähigkeit: Eine Lernblockade entsteht, wenn Informationen in das Arbeitsgedächtnis aber nicht in das Langzeitgedächtnis gelangen. Dies vermeidet man, indem man seine Aufmerksamkeit nur auf den Lernstoff legt und sein Vorwissen aktiviert.[3]
- Fehlende Nutzungsfähigkeit: Informationen, die im Langzeitgedächtnis gespeichert sind, „zerfallen“ oder „verblassen“ dort nach einer bestimmten Zeit wieder. Um dies zu vermeiden, muss man von gelernten Zusammenhängen intensiven und regelmäßigen Gebrauch machen.[3]
- Fehlende Kontextualisierung: Fehlende kontextuelle Beziehungen zwischen alten und neuen Informationen sind dafür verantwortlich, dass sie im Langzeitgedächtnis abgespeichert werden, aber nicht wieder abgerufen werden können.  Das passiert, wenn man die Zusammenhänge vergisst, in denen man das Wissen erworben hat. Dies kommt vor allem bei Detailwissen wie Formeln, Definitionen oder Daten vor, an die man sich nach einer Zeit nicht mehr erinnern kann, weil man den fachlichen Kontext nicht mehr rekonstruieren kann.[3]
- Stress: In Stresssituationen können Informationen nicht mehr aus dem Langzeitgedächtnis geholt werden. Der Grund liegt darin, dass das Gehirn in Stresssituationen von Stresshormonen überschüttet wird, die seine Leistung beeinträchtigen.[3]